# 93 av. J.-C.
Cette page concerne l'année 93 av. J.-C. du calendrier julien proleptique.

## Événements
- 20 novembre 94 av. J.-C. (1er janvier 661[1] du calendrier romain) : début à Rome du consulat de Caius Valerius Flaccus et Marcus Herennius[2].
  - Préture de Sylla. Le roi Bocchus de Maurétanie lui fournit cent lions que Sylla présente à Rome à l'occasion d'une venatio[3]. Sylla est envoyé en Cilicie avec pour mission de restaurer le roi Ariobarzane, déposé par Mithridate VI qui a mis en place son fils[4].
- 10 juin : triomphe de Titus Didius sur les Celtibères[4]. Le consul Caius Valerius Flaccus le remplace comme gouverneur en Hispanie citérieure (fin en 81 av. J.-C.)[5].
- 12 juin : triomphe de Publius Licinius Crassus sur les Lusitaniens[4].

- Le roi de Judée Alexandre Jannée est défait par le roi nabatéen Obodas qui lui tend une embuscade au moment où il attaque le plateau du Golan. Moab et Galaad passent sous le contrôle des Nabatéens[6]. Après la défaite de Jannée, l'opposition des Pharisiens, et probablement des Esséniens, dégénère en guerre civile en Judée. Révoltes et massacres se succèdent (93/88 av. J.-C.), faisant environ 50 000 morts[7].

- Séleucos VI, en fuite, est brûlé vif par les habitants de Mopsueste, en Cilicie[8]. Ses frères, Antiochos XI et Philippe Ier Philadelphe (probablement jumeaux), prennent le titre de roi séleucide de Syrie.